# Liste der tschechischen Abgeordneten zum EU-Parlament (2004–2009)
Die Liste der tschechischen Abgeordneten zum EU-Parlament (2004–2009) listet alle tschechischen Mitglieder des 6. Europäischen Parlaments nach der Europawahl in Tschechien 2004.

## Mandatsstärke der Parteien
- GUE/NGL: 6
- SPE: 2
- NI: 1
- EVP-ED: 14
- I/D: 1

| Nationale Partei                                                          | Mandate | Fraktion                                                                                      |
| ------------------------------------------------------------------------- | ------- | --------------------------------------------------------------------------------------------- |
| Občanská demokratická strana (ODS)                                        | 9       | Fraktion der Europäischen Volkspartei und europäischer Demokraten (EVP-ED)                    |
| SNK Evropští demokraté (SNK ED)                                           | 3       | Fraktion der Europäischen Volkspartei und europäischer Demokraten (EVP-ED)                    |
| Křesťanská a demokratická unie– 000Československá strana lidová (KDU-ČSL) | 2       | Fraktion der Europäischen Volkspartei und europäischer Demokraten (EVP-ED)                    |
| Komunistická strana Čech a Moravy (KSCM)                                  | 6       | Konföderale Fraktion der Vereinten Europäischen Linken/ 000Nordischen Grünen Linken (GUE/NGL) |
| Česká strana sociálně demokratická (CSSD)                                 | 2       | Sozialdemokratische Fraktion im Europäischen Parlament (SPE)                                  |
| NEZÁVISLÍ                                                                 | 1       | Fraktion Unabhängigkeit/Demokratie (I/D)                                                      |
| NEZÁVISLÍ                                                                 | 1       | Fraktionslose Abgeordnete (NI)                                                                |
| Gesamt                                                                    | 24      |                                                                                               |

## Abgeordnete
| Bild | MEP               | von           | bis           | Partei    | Fraktion | Anmerkungen |
| ---- | ----------------- | ------------- | ------------- | --------- | -------- | ----------- |
|      | Jana Bobošíková   | 20. Juli 2004 | 13. Juli 2009 | NEZÁVISLÍ | NI       |             |
|      | Jan Březina       | 20. Juli 2004 | 13. Juli 2009 | KDU-ČSL   | EVP-ED   |             |
|      | Milan Cabrnoch    | 20. Juli 2004 | 13. Juli 2009 | ODS       | EVP-ED   |             |
|      | Petr Duchoň       | 20. Juli 2004 | 13. Juli 2009 | ODS       | EVP-ED   |             |
|      | Hynek Fajmon      | 20. Juli 2004 | 13. Juli 2009 | ODS       | EVP-ED   |             |
|      | Richard Falbr     | 20. Juli 2004 | 13. Juli 2009 | CSSD      | SPE      |             |
|      | Věra Flasarová    | 20. Juli 2004 | 13. Juli 2009 | KSCM      | GUE/NGL  |             |
|      | Jana Hybášková    | 20. Juli 2004 | 13. Juli 2009 | SNK ED    | EVP-ED   |             |
|      | Jaromír Kohlíček  | 20. Juli 2004 | 13. Juli 2009 | KSCM      | GUE/NGL  |             |
|      | Jiří Maštálka     | 20. Juli 2004 | 13. Juli 2009 | KSCM      | GUE/NGL  |             |
|      | Miroslav Ouzký    | 20. Juli 2004 | 13. Juli 2009 | ODS       | EVP-ED   |             |
|      | Miloslav Ransdorf | 20. Juli 2004 | 13. Juli 2009 | KSCM      | GUE/NGL  |             |
|      | Vladimír Remek    | 20. Juli 2004 | 13. Juli 2009 | KSCM      | GUE/NGL  |             |
|      | Zuzana Roithová   | 20. Juli 2004 | 13. Juli 2009 | KDU-ČSL   | EVP-ED   |             |
|      | Libor Rouček      | 20. Juli 2004 | 13. Juli 2009 | CSSD      | SPE      |             |
|      | Nina Škottová     | 20. Juli 2004 | 13. Juli 2009 | ODS       | EVP-ED   |             |
|      | Ivo Strejček      | 20. Juli 2004 | 13. Juli 2009 | ODS       | EVP-ED   |             |
|      | Daniel Strož      | 20. Juli 2004 | 13. Juli 2009 | KSCM      | GUE/NGL  |             |
|      | Oldřich Vlasák    | 20. Juli 2004 | 13. Juli 2009 | ODS       | EVP-ED   |             |
|      | Jan Zahradil      | 20. Juli 2004 | 13. Juli 2009 | ODS       | EVP-ED   |             |
|      | Tomáš Zatloukal   | 20. Juli 2004 | 13. Juli 2009 | SNK ED    | EVP-ED   |             |
|      | Vladimír Železný  | 20. Juli 2004 | 13. Juli 2009 | NEZÁVISLÍ | I/D      |             |
|      | Josef Zieleniec   | 20. Juli 2004 | 13. Juli 2009 | SNK ED    | EVP-ED   |             |
|      | Jaroslav Zvěřina  | 20. Juli 2004 | 13. Juli 2009 | ODS       | EVP-ED   |             |